# Arondismentul Segré
Arondismentul Segré (în franceză Arrondissement de Segré) este un arondisment din departamentul Maine-et-Loire, regiunea Pays de la Loire, Franța.

## Subdiviziuni

### Cantoane
- Cantonul Candé
- Cantonul Châteauneuf-sur-Sarthe
- Cantonul Le Lion-d'Angers
- Cantonul Pouancé
- Cantonul Segré

### Comune
| 1. Andigné (49005)                | 2. Angrie (49008)                   | 3. Armaillé (49010)                 | 4. Aviré (49014)                      |
| 5. Bouillé-Ménard (49036)         | 6. Le Bourg-d'Iré (49037)           | 7. Bourg-l'Évêque (49038)           | 8. Brain-sur-Longuenée (49043)        |
| 9. Brissarthe (49051)             | 10. Candé (49054)                   | 11. Carbay (49056)                  | 12. Challain-la-Potherie (49061)      |
| 13. Chambellay (49064)            | 14. Champigné (49065)               | 15. Champteussé-sur-Baconne (49067) | 16. La Chapelle-Hullin (49073)        |
| 17. La Chapelle-sur-Oudon (49077) | 18. Chazé-Henry (49088)             | 19. Chazé-sur-Argos (49089)         | 20. Chemiré-sur-Sarthe (49093)        |
| 21. Chenillé-Changé (49095)       | 22. Cherré (49096)                  | 23. Châteauneuf-sur-Sarthe (49080)  | 24. Châtelais (49081)                 |
| 25. Combrée (49103)               | 26. Contigné (49105)                | 27. La Ferrière-de-Flée (49136)     | 28. Freigné (49144)                   |
| 29. Gené (49148)                  | 30. Grez-Neuville (49155)           | 31. Grugé-l'Hôpital (49156)         | 32. L'Hôtellerie-de-Flée (49158)      |
| 33. La Jaille-Yvon (49161)        | 34. Juvardeil (49170)               | 35. Le Lion-d'Angers (49176)        | 36. Loiré (49178)                     |
| 37. Louvaines (49184)             | 38. Marans (49187)                  | 39. Marigné (49189)                 | 40. Miré (49205)                      |
| 41. Montguillon (49208)           | 42. Montreuil-sur-Maine (49217)     | 43. Noyant-la-Gravoyère (49229)     | 44. Noëllet (49226)                   |
| 45. Nyoiseau (49233)              | 46. Pouancé (49248)                 | 47. La Pouëze (49249)               | 48. Pruillé (49251)                   |
| 49. La Prévière (49250)           | 50. Querré (49254)                  | 51. Saint-Martin-du-Bois (49305)    | 52. Saint-Michel-et-Chanveaux (49309) |
| 53. Saint-Sauveur-de-Flée (49319) | 54. Sainte-Gemmes-d'Andigné (49277) | 55. Sceaux-d'Anjou (49330)          | 56. Segré (49331)                     |
| 57. Soeurdres (49335)             | 58. Thorigné-d'Anjou (49344)        | 59. Le Tremblay (49354)             | 60. Vergonnes (49366)                 |
| 61. Vern-d'Anjou (49367)          |                                     |                                     |                                       |